# غزل غزل‌ها (مجموعه تلویزیونی)
غزل غزل‌ها یک مجموعه تلویزیونی محصول سال ۱۳۸۰ به کارگردانی، نویسندگی هوشنگ توکلی و تهیه‌کنندگی مهدی علی احمدی می‌باشد که از شبکه یک پخش شد. این مجموعه در ۱۰ قسمت ۵۰ دقیقه‌ای تهیه شد. این مجموعه زندگی سلیمان بن صرد از یاران علی بن ابی‌طالب و از شیعیان کوفه در زمان قیام کوفه بررسی می‌شود. داستان این مجموعه از زمانی آغاز می‌شود که بعد از قیام عاشورا، آن عده از شیعیان که در کوفه مانده بودند، به خانه سلیمان می‌آیند و با ابراز پشیمانی از بیعت شکنی خود با حسین بن علی از او می‌خواهند زمانی را برای قیام تعیین کند. مدتی بعد، هشتاد هزار نفر از شیعیان شهرهای مدائن، کوفه، مصر، مدینه با سلیمان بیعت و برای جنگ اعلام آمادگی می‌کنند؛ اما در روز موعود، فقط ۴ هزار نفر به میدان می‌آیند و آن تعداد نیز در مقابل سپاه هشتاد هزار نفری عبیدالله بن زیاد، شکست می‌خورند باقی مانده سپاه سلیمان نیز، بعدها در قیام مختار شرکت می‌کنند.

## بازیگران
- هوشنگ توکلیدر نقش سلیمان بن صرد
- آزیتا کریمی‌روزبه
- اسدالله منجزی
- افسانه دبیری
- افشین کتانچی
- اکبر سنگی
- بهناز بستان‌دوست
- پرویز شاهین‌خو
- پیمان شریعتی
- حسن رضیانی
- رضا خندان
- سلیمه قطبی
- علی گوهری
- علیرضا صالحی
- علیرضا غفاری
- فخری خوروش
- فرحناز منافی ظاهر
- فرخ نعمتی
- مجید رزاز
- محسن افشار
- محمود مقامی
- مختار سائقی
- ملک منصور مرعشی
- منوچهر علیپور
- مهدی بهنام

نعيم بختيارى

## عوامل تولید
- کارگردان: هوشنگ توکلی
- تهیه‌کننده: مهدی علی احمدی
- تصویربردار: صادق سلطانی
- نورپرداز: حمید علیخان
- صدابردار: جلیلی
- چهره پرداز: مرتضی اردستانی
- تدوین: رضا حضرتی
- آهنگساز: سعید سعیدی
- طراح صحنه: محسن صانعی
- طراح لباس: خانم قاسمیان
- دستیار اول کارگردان و برنامه‌ریز: علی صالحی